# Два гроба (Долни Дисан)
Двата гроба (на македонска литературна норма: Два Гроба) е археологически обект, некропол и вила рустика от Римската епоха край тиквешкото село Долни Дисан, Северна Македония.

## Местоположение
Намира се на 1 km югоизточно от селото по пътя Долни Дисан - Вешие, от двете страни на на пътя.

## Описание
По повърхността се виждат обработени плочи от гробове от цистов тип. От северозападната страна на находището се вижда трасе на стена, на места висока 1,50 m, широка около 2,5 m. Тук е открита и стела със старогръцки надпис.
На 9 май 1959 година Двата гроба е обявен за паметник на културата.